# Schmorda
Schmorda település Németországban, azon belül Türingiában. Lakosainak száma 83 fő (2023. december 31.). Schmorda Ranis, Wernburg és Seisla községekkel határos.

## Népesség
A település népességének változása:
| Lakosok száma | 83   | 89   | 82   | 84   | 83   |
|               | 2017 | 2019 | 2021 | 2022 | 2023 |